# Burrimysis palmeri
Burrimysis palmeri is een aasgarnalensoort uit de familie van de Mysidae. De wetenschappelijke naam van de soort is voor het eerst geldig gepubliceerd in 1993 door Jaume & Garcia.